# Clemens August Anton von Ketteler zu Harkotten
Clemens August Anton von Ketteler zu Harkotten (* 21. Februar 1751 in Füchtorf; † 1815) war Domherr in Münster.

## Leben

### Herkunft und Familie
Clemens August Anton von Ketteler zu Harkotten entstammte der westfälischen Adelsfamilie von Ketteler und war der Sohn des Goswin Lubbert von Ketteler zu Harkotten und dessen Gemahlin Bernardina Dorothea von Korff zu Harkotten. Seine Brüder Matthias Benedikt und Wilhelm Arnold waren Domherren in Münster, ebenso sein gleichnamiger Onkel Clemens August von Ketteler.

### Werdegang und Wirken
Im Jahre 1770 verlieh der  Kurfürst Maximilian Friedrich eine Dompräbende in Münster an Clemens August Anton, wo dieser am 4. September 1770 aufgeschworen wurde. Er war Subdiakon. Bereits im Jahre 1778 verzichtete er zugunsten seines Bruders Matthias Benedikt auf die Pfründe. Er heiratete die Tochter des Wilhelm Ferdinand von Galen, Maria Anna von Galen, Witwe des Grafen Clemens August von Plettenberg. Aus der Ehe stammt der Sohn Maximilian von Ketteler, Landrat in Warendorf.